# Holver
Holver este o companie din Brașov care comercializează plăci, placaje și alte produse din lemn.
Holver este parte a grupul austriac J.u.A. Frischeis G.m.b.H, care a mai deținut în România și firma JF Furnir, producător de furnir estetic și cherestea, dar fabrica a fost închisă la începutul anului 2020.
Compania comercializează plăci din lemn masiv și lemn încleiat, placaj, cherestea, furnir, pal melaminat, uși și tocuri, copertine din lemn, pentru diverși producători de mobilă, retaileri sau firmele de construcții.
Număr de angajați în 2009: 190
Cifra de afaceri în 2009: 51,6 milioane euro